# Cabornera

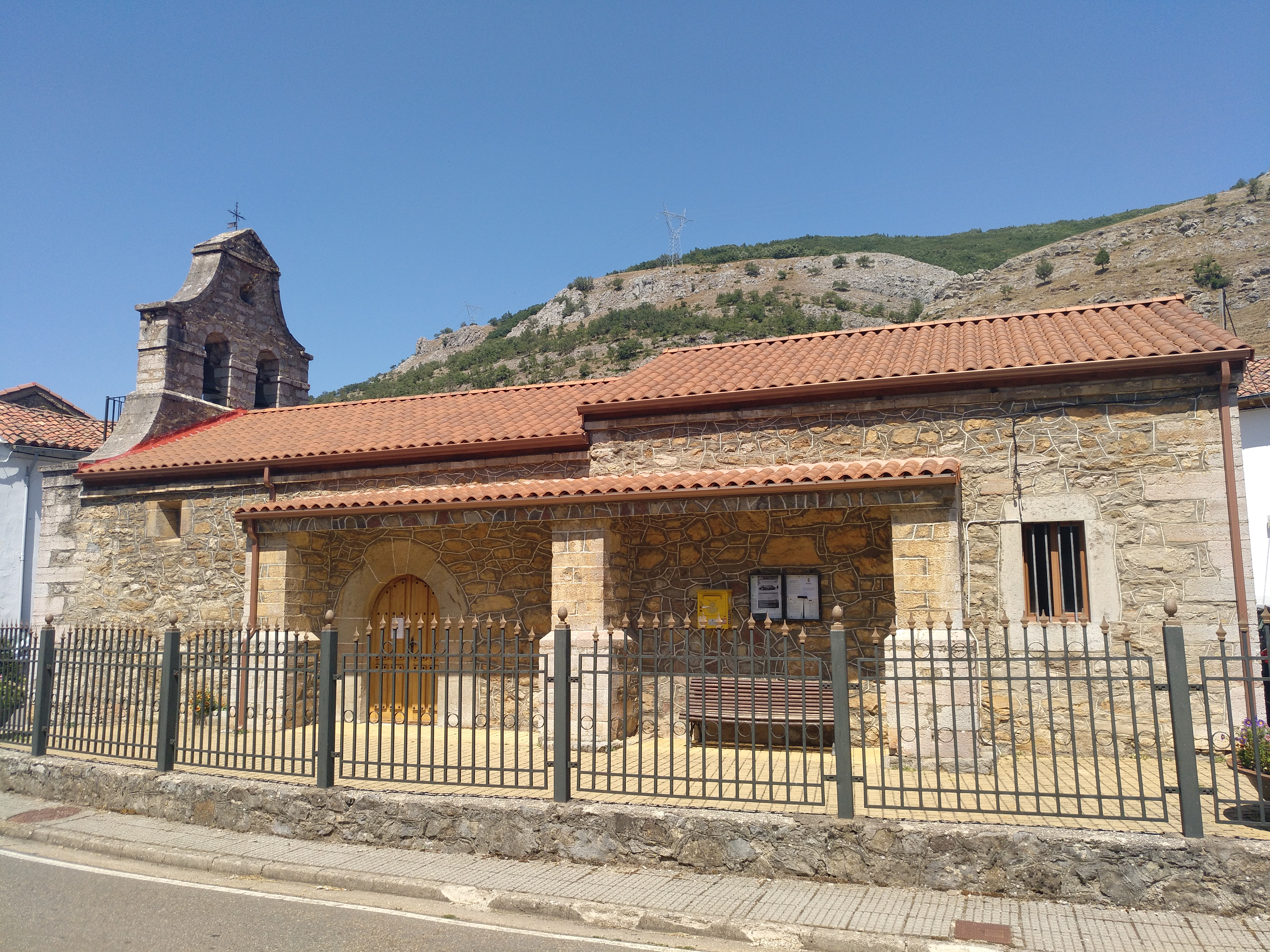
Iglesia de Cabornera de Gordón

Cabornera es una localidad española, perteneciente al municipio de La Pola de Gordón, en la provincia de León y la comarca de la Montaña Central, en la Comunidad Autónoma de Castilla y León. 
Situado sobre el río Casares, afluente del río Bernesga.
Los terrenos de Cabornera limitan con los de Buiza al noreste, Vega de Gordón al este, Beberino y La Pola de Gordón al sureste, Los Barrios de Gordón al sur, Cuevas de Viñayo, Piedrasecha, Portilla de Luna, Sagüera de Luna y Los Barrios de Luna al suroeste, Mirantes de Luna y Paradilla de Gordón al oeste y Folledo al noroeste.
Perteneció al antiguo Concejo de Gordón.

## Monumentos
- Iglesia de San Juan Bautista, iglesia del siglo XVI. Este edificio religioso es representativo del siglo XVI y su estilo arquitectónico más relevante es el renacentista. Se caracteriza por una nave con cabecera, bóveda de cañón en dos tramos, y una espadaña con aleros de imposta plana.
- Fuente del Fraile, manantial de agua rica en magnesia: Esta fuente de aguas minerales ferruginosas, analizada en 1818 y mencionada por Madoz en el siglo XIX, es conocida por sus propiedades saludables y sigue siendo un punto de interés tanto para los locales como para visitantes.[2]

.